# Adjunktion (Einselement)
Die Adjunktion eines Einselementes wird in der Mathematik angewendet, wenn man einen Ring ohne Einselement in einen Ring mit Einselement einbetten will, zum Beispiel um einen Satz anwenden zu können, der nur für Ringe mit Einselement gilt.

## Ringe
Sei {\displaystyle A} ein beliebiger Ring. Dann definiere man auf dem kartesischen Produkt {\displaystyle A\times \mathbb {Z} } die Operationen
{\displaystyle (a,\lambda )+(b,\mu )\,=\,(a+b,\lambda +\mu )}
{\displaystyle (a,\lambda )\cdot (b,\mu )\,=\,(ab+\lambda b+\mu a,\lambda \mu )},
wobei {\displaystyle a,b\in A;\,\lambda ,\mu \in \mathbb {Z} }. Man beachte, dass man Produkte wie {\displaystyle \lambda b} mittels der naheliegenden {\displaystyle \mathbb {Z} }-Modul-Struktur bilden kann. Einfache Rechnungen zeigen, dass {\displaystyle A_{1}:=A\times \mathbb {Z} } mit diesen Operationen ein Ring mit dem Einselement {\displaystyle e:=(0,1)} ist. Identifiziert man {\displaystyle A} mit {\displaystyle A\times \{0\}\subset A\times \mathbb {Z} ,} so kann man ein Element {\displaystyle (a,\lambda )} als {\displaystyle a+\lambda e} schreiben und {\displaystyle A} als Unterring von {\displaystyle A_{1}} auffassen. Obige Definitionen schreiben sich dann in der folgenden erwarteten Form:
{\displaystyle a+\lambda e\,+\,b+\mu e\,=\,a+b+(\lambda +\mu )e}
{\displaystyle (a+\lambda e)\cdot (b+\mu e)\,=\,ab+\lambda b+\mu a+\lambda \mu e}.
Damit kann jeder Ring in einen Ring mit Einselement eingebettet werden. Wenn {\displaystyle A} bereits ein Einselement hatte, so erhält man in {\displaystyle A_{1}} ein neues Einselement, das ursprüngliche Einselement von {\displaystyle A} ist kein Einselement mehr in {\displaystyle A_{1},} und die Charakteristik von {\displaystyle A_{1}} ist 0, auch wenn {\displaystyle A} positive Charakteristik hatte.
Bei obiger Konstruktion ist {\displaystyle A} ein zweiseitiges Ideal in {\displaystyle A_{1}} und es gilt {\displaystyle A_{1}/A\cong \mathbb {Z} }. Da {\displaystyle \mathbb {Z} } nullteilerfrei ist, ist {\displaystyle A} sogar ein Primideal in {\displaystyle A_{1}}.

## Algebren
Wenn {\displaystyle A} nicht nur ein Ring, sondern sogar eine Algebra über einem Körper {\displaystyle K} ist, so kann man obige Konstruktion so anpassen, dass der entstehende Ring wieder eine {\displaystyle K}-Algebra ist. Dazu hat man lediglich {\displaystyle \mathbb {Z} } durch {\displaystyle K} zu ersetzen, das heißt man bildet dann {\displaystyle A_{1}:=A\oplus K}. Die {\displaystyle K}-Algebren-Struktur ist durch die Formel
{\displaystyle \mu \cdot (a+\lambda e):=\mu a+\mu \lambda e}
gegeben.
Wenn im Kontext von Algebren von der Adjunktion eines Einselementes die Rede ist, so ist in der Regel diese Konstruktion gemeint. Wieder ist {\displaystyle A} ein zweiseitiges Ideal in {\displaystyle A_{1}} und es gilt {\displaystyle A_{1}/A\cong K}. Da {\displaystyle K} ein Körper ist, ist {\displaystyle A} sogar ein maximales Ideal in {\displaystyle A_{1}}.

## Normierte Algebren
Ist {\displaystyle (A,\|\cdot \|)} eine normierte Algebra oder sogar eine Banachalgebra über {\displaystyle \mathbb {K} }, wobei {\displaystyle \mathbb {K} } für {\displaystyle \mathbb {R} } oder {\displaystyle \mathbb {C} } stehe, so kann man auch {\displaystyle A_{1}} zu einer normierten {\displaystyle \mathbb {K} }-Algebra machen, in dem man
{\displaystyle \|a+\lambda e\|:=\|a\|+|\lambda |}
setzt.
Das macht {\displaystyle A_{1}} sicher zu einem normierten Raum, und die multiplikative Dreiecksungleichung von {\displaystyle (A,\|\cdot \|)} überträgt sich auf {\displaystyle (A_{1},\|\cdot \|)}, denn
{\displaystyle \|(a+\lambda e)\cdot (b+\mu e)\|} = {\displaystyle \|ab+\lambda b+\mu a+\lambda \mu e\|} :=  {\displaystyle \|ab+\lambda b+\mu a\|+|\lambda \mu |\leq \|a\|\|b\|+|\lambda |\|b\|+|\mu |\|a\|+|\lambda ||\mu |} = {\displaystyle (\|a\|+|\lambda |)(\|b\|+|\mu |)} = {\displaystyle \|a+\lambda e\|\cdot \|b+\mu e\|}.
Ist {\displaystyle A} eine Banachalgebra, das heißt als normierter Raum vollständig, so ist auch {\displaystyle A_{1}} eine Banachalgebra.
Ist {\displaystyle A} eine {\displaystyle \mathbb {C} }-Banachalgebra mit Involution {\displaystyle a\mapsto a^{*}}, so kann man die Involution durch die Formel
{\displaystyle (a+\lambda e)^{*}:=a^{*}+{\overline {\lambda }}e}
auf {\displaystyle A_{1}} erweitern. Ist die Involution auf {\displaystyle A} isometrisch, so gilt dasselbe auch für {\displaystyle A_{1}}.

## C*-Algebren
Ist {\displaystyle A} eine C*-Algebra ohne Einselement, so liefert obige Konstruktion keine C*-Algebra {\displaystyle A_{1}}. Man kann aber eine andere Norm auf {\displaystyle A_{1}} wählen, die {\displaystyle A_{1}} ebenfalls zu einer C*-Algebra macht. Dazu setzt man
{\displaystyle \|a+\lambda e\|:=\sup\{\|ab+\lambda b\|;\,b\in A,\|b\|\leq 1\}}.
Dies ist gerade die Operatornorm der Linksmultiplikation {\displaystyle L_{a+\lambda e}:A\rightarrow A,b\mapsto (a+\lambda e)b=ab+\lambda b}.